# 奧克羅斯
奧克羅斯（西班牙語：Ocros），是秘魯的城鎮，位於該國北部安卡什大區，是奧克羅斯省的首府，海拔高度3,410米，2005年人口872，居民主要使用奇楚瓦語和西班牙語。
10°24′13″S 77°23′47″W / 10.40361°S 77.39639°W